# Amanda Nildén

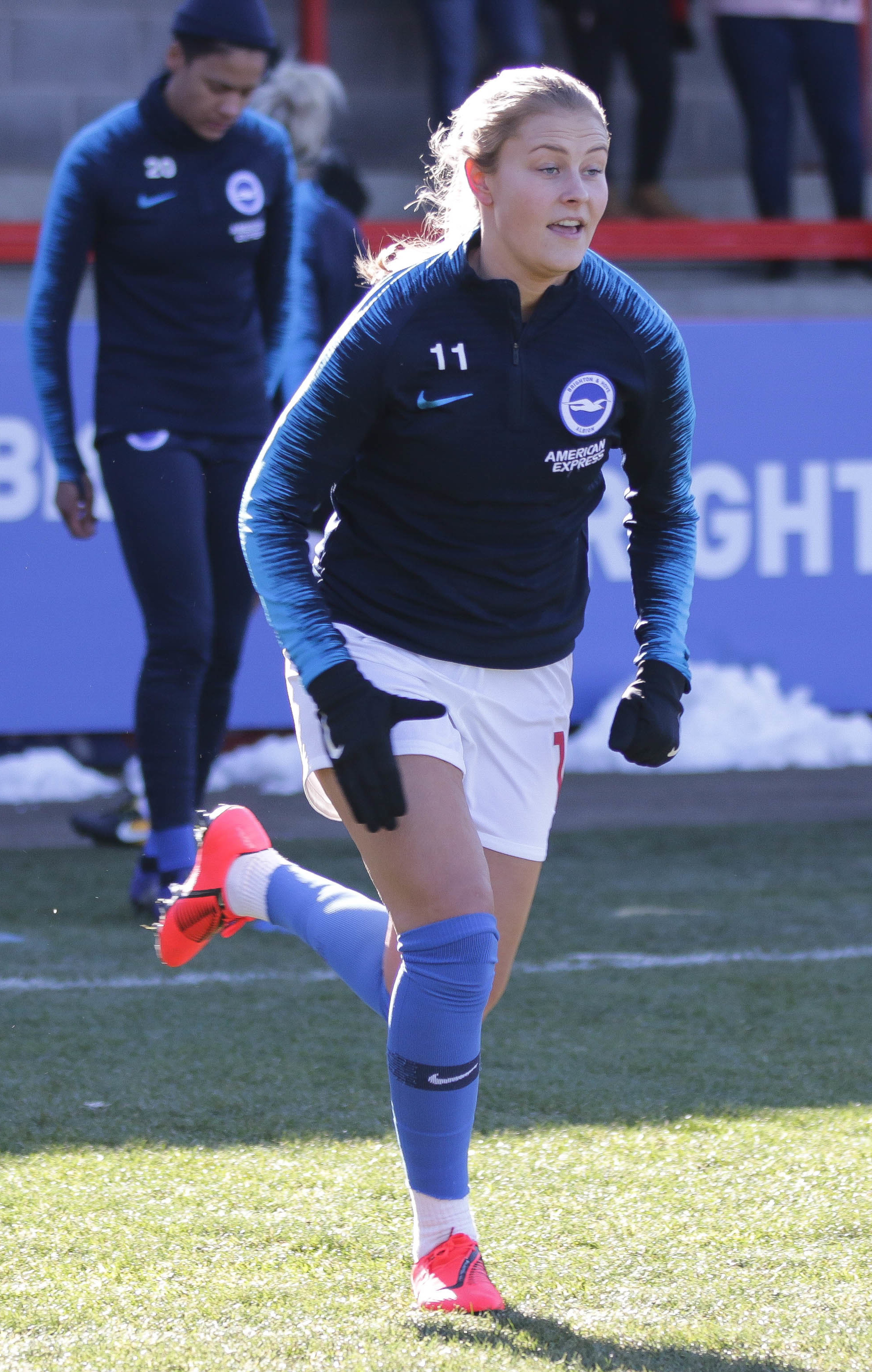
Amanda Nildén

Amanda Nildén (* 7. August 1998 in Stockholm) ist eine schwedische Fußballspielerin. Die Defensivspielerin steht seit 2021 bei Juventus Turin unter Vertrag.

## Sportlicher Werdegang
Nildén entstammt der Jugend des IF Brommapojkarna, für den sie auch die ersten Schritte im Erwachsenenbereich absolvierte. Parallel avancierte sie zur Auswahlspielerin und debütierte 2013 in der Schwedischen Fußballnationalmannschaft der U-17-Juniorinnen. In der Elitettan kam sie in ihrer Debütspielzeit  2014 zu insgesamt zwölf Einsätzen, der Klub verpasste jedoch den Klassenerhalt in der zweithöchsten Spielklasse. Ein Kreuzbandriss im Februar 2015 bedeutete einen Komplettausfall für die anschließende Spielzeit, im Mai 2016 kehrte sie in den Pflichtspielbetrieb zurück.
Im Januar 2017 wechselte Nildén zurück in die Elitettan, bei AIK unterzeichnete sie einen Ein-Jahres-Vertrag. Als Tabellendritte hinter Växjö DFF und IFK Kalmar verpasste sie mit dem Team den Aufstieg in die Damallsvenskan. Im Januar 2018 wechselte sie zu Brighton & Hove Albion, der englische Klub verpflichtete sie bis Saisonende. Im WSL-2-Endklassement reichte es zur Vizemeisterschaft hinter den Doncaster Rovers, damit qualifizierte man sich für die nach einer Neuorganisation der vier obersten englischen Ligen im Frauenfußball umstrukturierte FA Women’s Super League. Dort platzierte sich Nildén mit dem Klub im hinteren Tabellendrittel.
Im Sommer 2020 kehrte Nildén nach Schweden zurück, wo sie sich Anfang Juli mit einem auf die folgenden anderthalb Jahre erstreckenden Vertrag Eskilstuna United abschloss. Knapp zwei Wochen später debütierte sie für den Klub in der Damallsvenskan, bei dem sie mit 15 Saisoneinsätzen bis zum Ende der Spielzeit 2020 zum Klassenerhalt aufgrund der besseren Tordifferenz gegenüber dem punktgleichen Aufsteiger Umeå IK damfotboll beitrug. Unterdessen rückte die vormalige Juniorennationalspielerin auch in die Schwedische Fußballnationalmannschaft der Frauen, im Februar 2021 debütierte sie als Einwechselspielerin für Julia Roddar beim 3:0-Erfolg über Malta.
Im August 2021 wechselte Nildén nach Italien zu Juventus Turin in die Serie A. Parallel zu ihrem Auslandsengagement kehrte sie im Herbst in den Kreis der Nationalmannschaft zurück, beim 3:0-Erfolg über die Slowakei blieb sie jedoch ohne Einsatz. Anlässlich des Algarve-Cups 2022 stand sie beim 4:0-Erfolg gegen Portugal erstmals in der Startelf, beim im Elfmeterschießen gegen Italien siegreich gestalteten Endspiel wurde sie von Cheftrainer Peter Gerhardsson für Jonna Andersson eingewechselt, kam aber beim Shoot-Out nicht zum Einsatz. Am Ende der Spielzeit 2021/22 gewann sie mit Juventus den Meistertitel sowie den Landespokal, kam dort aber im Endspiel nicht zum Einsatz. Bei der Europameisterschaftsendrunde 2022 stand sie im Kader, ihr einziges Turnierspiel bestritt sie im Viertelfinale gegen Belgien.
Im Januar 2024 wurde sie an Tottenham Hotspur ausgeliehen.
Am 11. Juni 2025 wurde sie für die EM-Endrunde nominiert. Sie kam im zweiten Gruppenspiel ihrer Mannschaft in der ersten Halbzeit zum Einsatz, das mit 3:0 gegen EM-Neuling Polen gewonnen wurde und schied mit ihr nach einem verlorenen Elfmeterschießen gegen Titelverteidiger England aus, bei dem sie zwar kurz vor dem Elfmeterschießen eingewechselt wurde, in diesem aber nicht zum Zuge kam.

## Familie und Privates
Ihr Vater David Nildén war selbst Fußballspieler und kam für AIK zu vier Einsätzen in der Allsvenskan, beendete aber frühzeitig seine Karriere im Amateurbereich. Ihr Großvater Jim Nildén war Fußball-, Bandy- und Eishockeyspieler und bestritt in den 1960er Jahren acht Einsätze in der schwedischen Fußballnationalmannschaft. Der 1996 geborene ältere Bruder Simon spielte ebenfalls im höherklassigen Amateurbereich.
2018 war Nildén mit dem schwedischen Fußballprofi Viktor Gyökeres liiert, der wie sie aus dem Umfeld von IF Brommapojkarna stammt. Als Gyökeres seinerzeit von Schweden zu Brighton & Hove Albion wechselte, initiierte Nildén bei der Frauschaft des Vereins ein Probetraining und beeindruckte so sehr, dass sie einen Vertrag erhielt.